# Borci Gornji
Borci Gornji (cyr. Борци Горњи) – wieś w Bośni i Hercegowinie, w Republice Serbskiej, w gminie Kotor Varoš. W 2013 roku liczyła 99 mieszkańców.